# 05:05
05:05 – singel polskiego rapera Bedoesa oraz Kubiego Producenta z albumu studyjnego, zatytułowanego Kwiat polskiej młodzieży. Singel został wydany 21 grudnia 2017 przez wytwórnię SB Maffija Label. Teledysk do utworu wyreżyserował Mikołaj Wiśniewski.
Nagranie uzyskało w 2020 certyfikat trzykrotnie platynowej płyty za sprzedaż ponad 60 000 kopii.

## Lista utworów
- Digital download[5]

1. „05:05” – 3:31